# Gynoplistia (Cerozodia) paradisea
Gynoplistia (Cerozodia) paradisea is een tweevleugelige uit de familie steltmuggen (Limoniidae). De soort komt voor in het Australaziatisch gebied.